# Amo la tempesta
Amo la tempesta è un film del 2017 scritto e diretto da Maurizio Losi.

## Trama
Angelo lavora come autista di scuolabus nei quartieri popolari di Milano. Non ha più contatti né con la ex-moglie, né con il figlio - ricercatore universitario - fuggito all'estero. Quando scopre dove si è trasferito il figlio, l'uomo cerca di ottenere un posto di lavoro per il giovane tramite raccomandazioni e vecchie conoscenze, in modo da convincerlo a tornare a vivere con lui in Italia, ma si rende conto che i suoi vecchi contatti - tutti genitori nella stessa situazione, con i figli fuggiti all'estero - non hanno più alcun potere; tuttavia si stanno organizzando per andare all'estero e riprendersi la propria prole con la forza. Il loro progetto è di rapire e riportare a casa i giovani di talento contro la loro stessa volontà, ripopolare il quartiere e gettare le basi di una nuova rinascita civile, seguendo il modello del Ratto delle Sabine operato dai primi Romani. Angelo si unisce alla banda di genitori e parte alla volta della Germania per ritrovare e riportare in Italia il proprio figlio.

## Produzione
Il film è stato girato tra Milano, le colline piacentine e la Foresta Nera in Germania. Presentato in anteprima al Bif&st e nel Festival di Grenoble nel 2016, ha completato la post-produzione nel 2017.

## Distribuzione
La distribuzione ufficiale della pellicola è stata sospesa più volte. È stato uno dei primi film a uscire nelle sale italiane dopo la chiusura dei cinema dovuta alla diffusione del virus COVID-19, il 6 agosto 2020.

## Riconoscimenti
- 2016 - Bif&st
- 2016 - Rencontres du Cinéma Italien de Grenoble